# Fussballclub Schaffhausen 2018-2019
Questa voce raccoglie le informazioni riguardanti il Fussballclub Schaffhausen nelle competizioni ufficiali della stagione 2018-2019.

## Stagione
Nella stagione 2018-2019 il Sciaffusa, allenato da Boris Smiljanić e Jürgen Seeberger, concluse il campionato di Challenge League al 7º posto. In Coppa Svizzera il Sciaffusa fu eliminato al secondo turno dallo Young Boys.

## Rosa
| N. |                     | Ruolo | Calciatore         |
| -- | ------------------- | ----- | ------------------ |
| 2  | Svizzera (bandiera) | D     | André Caetano      |
| 4  | Francia (bandiera)  | D     | Jackson Mendy      |
| 5  | Svizzera (bandiera) | C     | Valentino Pugliese |
| 7  | Svizzera (bandiera) | C     | Luca Tranquilli    |
| 8  | Kosovo (bandiera)   | C     | Imran Bunjaku      |
| 9  | Germania (bandiera) | A     | Karim Barry        |
| 10 | Svizzera (bandiera) | C     | Tunahan Çiçek      |
| 11 | Germania (bandiera) | C     | Faruk Gül          |
| 12 | Italia (bandiera)   | P     | Nevio Apicella     |
| 13 | Svizzera (bandiera) | D     | Samuel Delli Carri |
| 14 | Brasile (bandiera)  | D     | Paulinho           |
| 17 | Svizzera (bandiera) | C     | Adrian Nikçi       |
| 18 | Svizzera (bandiera) | P     | Andrea Atzenweiler |
| 19 | Svizzera (bandiera) | C     | Hélios Sessolo     |
| 21 | Italia (bandiera)   | A     | Danilo Del Toro    |
| 22 | Albania (bandiera)  | D     | Arijan Qollaku     |
| 23 | Svizzera (bandiera) | C     | Miguel Castroman   |
| 27 | Svizzera (bandiera) | C     | Filip Vannuca      |

| N. |                           | Ruolo | Calciatore        |
| -- | ------------------------- | ----- | ----------------- |
| 30 | Croazia (bandiera)        | D     | Goran Jozinović   |
| 31 | Svizzera (bandiera)       | C     | Araz Sadik        |
| 32 | Svizzera (bandiera)       | P     | Calvin Heim       |
| 33 | Svizzera (bandiera)       | P     | Rafael Zbinden    |
| 34 | Svizzera (bandiera)       | C     | Yannick Helbling  |
| 51 | Slovenia (bandiera)       | D     | Nejc Mevlja       |
| 77 | Svizzera (bandiera)       | C     | Jovan Rether      |
| 82 | Svizzera (bandiera)       | C     | Alain Zlatkov     |
| 83 | Kosovo (bandiera)         | D     | Quendrim Ferizi   |
| 83 | Svizzera (bandiera)       | A     | Alessandro Lagona |
| 84 | Svizzera (bandiera)       | C     | Damian Schmid     |
| 85 | Svizzera (bandiera)       | C     | David Petrovic    |
| 88 | Francia (bandiera)        | P     | Franck Grasseler  |
| 92 | Svizzera (bandiera)       | P     | Sydney Schneider  |
| 94 | Rep. del Congo (bandiera) | C     | Elie Dindamba     |
| 97 | Svizzera (bandiera)       | D     | Asllan Demhasaj   |
| 99 | Svizzera (bandiera)       | C     | Giotto Morandi    |

## Organigramma societario
Area tecnica
- Allenatore: Jürgen Seeberger
- Allenatore in seconda: Antônio Carlos dos Santos
- Preparatore dei portieri:
- Preparatori atletici:

## Calciomercato

### Sessione estiva
| Acquisti | Acquisti           | Acquisti          | Acquisti |
| R.       | Nome               | da                | Modalità |
| -------- | ------------------ | ----------------- | -------- |
| D        | Samuel Delli Carri | Chiasso           |          |
| C        | Elie Dindamba      | Düdingen          |          |
| C        | Valentino Pugliese | San Gallo II      |          |
| P        | Rafael Zbinden     | Wacker Burghausen |          |
| A        | Mamadou Tounkara   | Lazio             |          |
| C        | Damian Schmid      | Sciaffusa II      |          |

| Cessioni | Cessioni             | Cessioni        | Cessioni |
| R.       | Nome                 | a               | Modalità |
| -------- | -------------------- | --------------- | -------- |
| D        | Guilherme Fioravanti | Cham            |          |
| C        | Tunahan Çiçek        | Neuchâtel Xamax |          |
| P        | Mateo Matic          | Grasshoppers    |          |
| C        | Charles Pickel       | Grasshoppers    |          |

### Sessione invernale
| Acquisti | Acquisti       | Acquisti     | Acquisti |
| R.       | Nome           | da           | Modalità |
| -------- | -------------- | ------------ | -------- |
| C        | Giotto Morandi | Grasshoppers |          |
| P        | Calvin Heim    | Zurigo II    |          |

| Cessioni | Cessioni         | Cessioni           | Cessioni |
| R.       | Nome             | a                  | Modalità |
| -------- | ---------------- | ------------------ | -------- |
| A        | Mamadou Tounkara | Zemplín Michalovce |          |

## Risultati

### Challenge League

#### Prima fase, girone di andata
| Arbitro: | Hänni |

|                                         |           |  |
| Simani 37’ Shabani 66’ Elmer 90’ (rig.) | Marcatori |  |

| Arbitro: | Staubli |

|                              |           |  |
| Tranquilli 13’ Castroman 62’ | Marcatori |  |

| Arbitro: | Horisberger |

|                                           |           |               |
| Castroman 14’, 45’ Barry 19’ Pugliese 86’ | Marcatori | 67’ Coulibaly |

| Arbitro: | Dudic |

|                              |           |               |
| Milinceanu 25’ Josipovic 83’ | Marcatori | 27’ Castroman |

| Arbitro: | Piccolo |

|               |           |          |
| Castroman 25’ | Marcatori | 51’ Rapp |

| Arbitro: | Gut |

|          |           |                      |
| Gele 42’ | Marcatori | 27’ (rig.) Castroman |

| Arbitro: | Jancevski |

|             |           |                |
| Caetano 61’ | Marcatori | 15’ Stevanović |

| Arbitro: | Klossner |

|                                           |           |                      |
| Karanović 31’ (rig.) Tasar 62’ Jäckle 87’ | Marcatori | 27’ (rig.) Castroman |

| Arbitro: | Horisberger |

|  |           |           |
|  | Marcatori | 13’ Carri |

#### Prima fase, girone di ritorno
| Arbitro: | Cibelli |

|             |           |  |
| Qollaku 39’ | Marcatori |  |

| Arbitro: | Dudic |

|                        |           |  |
| Rapp 44’ Geissmann 54’ | Marcatori |  |

| Arbitro: | Tschudi |

|                            |           |                         |
| Tranquilli 34’ Caetano 90’ | Marcatori | 64’ Seferi 82’ Gazzetta |

| Arbitro: | Cibelli |

|                                       |           |  |
| Wüthrich 15’, 42’ Demhasaj 72’ (aut.) | Marcatori |  |

| Arbitro: | Tschudi |

|                                    |           |                          |
| Barry 11’ Mevlja 37’ Castroman 45’ | Marcatori | 6’ Padula 80’ Milinceanu |

| Arbitro: | Schärli |

|              |           |                                        |
| Del Toro 25’ | Marcatori | 53’, 64’ (rig.) Maierhofer 87’ Almeida |

| Arbitro: | Athbah |

|                       |           |                            |
| von Niederhäusern 62’ | Marcatori | 55’ Helbling 82’ Castroman |

| Arbitro: | Wolfensberger |

|                                        |           |                            |
| Pugliese 27’ Castroman 35’ Bunjaku 83’ | Marcatori | 16’ Siegrist 80’ Sulejmani |

| Arbitro: | Dudic |

|              |           |                |
| Sülüngöz 13’ | Marcatori | 48’ Tranquilli |

#### Seconda fase, girone di andata
| Arbitro: | Tschudi |

|  |           |                            |
|  | Marcatori | 25’ Bahloul 45’ Milinceanu |

| Arbitro: | Fähndrich |

|            |           |                  |
| Schmid 24’ | Marcatori | 54’ (rig.) Çiçek |

| Arbitro: | Staubli |

|                 |           |                           |
| Çiçek 5’ (rig.) | Marcatori | 8’ Siegrist 82’ Dzonlagic |

| Arbitro: | Erlachner |

|                   |           |  |
| Teixeira 41’, 90’ | Marcatori |  |

| Arbitro: | Dudic |

|              |           |           |
| Pugliese 54’ | Marcatori | 78’ Tadić |

| Arbitro: | Piccolo |

|                                                                                    |           |                   |
| Alphonse 4’, 58’ Wüthrich 11’ (rig.) Stevanović 34’ Chagas 64’ (rig.) Maccoppi 84’ | Marcatori | 66’ (aut.) Routis |

| Arbitro: | Horisberger |

|  |           |                                |
|  | Marcatori | 35’ Koura 63’ (rig.) Dominguez |

| Arbitro: | San |

|                                               |           |                          |
| Maierhofer 12’ Jäckle 17’ (rig.) Zverotić 29’ | Marcatori | 37’ Del Toro 40’ Sessolo |

| Arbitro: | Schärli |

|           |           |                                           |
| Çiçek 84’ | Marcatori | 29’ (rig.) Sliskovic 82’ Alves 90’ Seferi |

#### Seconda fase, girone di ritorno
| Arbitro: | Horisberger |

|                        |           |                       |
| Manicone 2’ Brivio 89’ | Marcatori | 62’ Barry 70’ Bunjaku |

| Arbitro: | Piccolo |

|  |           |                       |
|  | Marcatori | 72’ Shabani 90’ Kubli |

| Arbitro: | Erlachner |

|            |           |                           |
| Elvedi 85’ | Marcatori | 54’ Sessolo 57’ Castroman |

| Arbitro: | Turkeš |

|  |           |                               |
|  | Marcatori | 69’ Del Toro 90’ (rig.) Çiçek |

| Arbitro: | Athbah |

|  |           |                       |
|  | Marcatori | 28’ Cognat 89’ Chagas |

| Arbitro: | Tschudi |

|                |           |                        |
| Tranquilli 53’ | Marcatori | 12’ Zverotić 79’ Tasar |

| Losanna 15 maggio 2019, ore 20:00 CEST 34ª giornata | Losanna     | 0 – 0 referto | Sciaffusa | Stade Olympique de la Pontaise (1 750 spett.)\| Arbitro: \| Horisberger \| |
| Arbitro:                                            | Horisberger |               |           |                                                                            |

| Arbitro: | von Mandach |

|                       |           |  |
| Sessolo 67’ Barry 90’ | Marcatori |  |

| Arbitro: | Dudic |

|                                              |           |                           |
| Helbling 10’ (aut.) Sliskovic 27’ Seferi 55’ | Marcatori | 19’ Demhasaj 81’ Pugliese |

### Coppa Svizzera
| Arbitro: | Gut |

|  |           |                                            |
|  | Marcatori | 1’, 16’, 62’ Barry 10’ Tounkara 49’ Mevlja |

| Arbitro: | Schnyder |

|                        |           |                                        |
| Del Toro 70’ Nikçi 90’ | Marcatori | 69’ Sulejmani 87’ Ngamaleu 120’ Camara |

## Statistiche

### Statistiche di squadra
| Competizione     | Punti | In casa | In casa | In casa | In casa | In casa | In casa | In trasferta | In trasferta | In trasferta | In trasferta | In trasferta | In trasferta | Totale | Totale | Totale | Totale | Totale | Totale | DR  |
| Competizione     | Punti | G       | V       | N       | P       | Gf      | Gs      | G            | V            | N            | P            | Gf           | Gs           | G      | V      | N      | P      | Gf     | Gs     | DR  |
| ---------------- | ----- | ------- | ------- | ------- | ------- | ------- | ------- | ------------ | ------------ | ------------ | ------------ | ------------ | ------------ | ------ | ------ | ------ | ------ | ------ | ------ | --- |
| Challenge League | 39    | 18      | 6       | 4       | 8       | 24      | 28      | 18           | 4            | 5            | 9            | 19           | 34           | 36     | 10     | 9      | 17     | 43     | 62     | -19 |
| Coppa Svizzera   | -     | 1       | 0       | 0       | 1       | 2       | 3       | 1            | 1            | 0            | 0            | 5            | 0            | 2      | 1      | 0      | 1      | 7      | 3      | +4  |
| Totale           | 39    | 19      | 6       | 4       | 9       | 26      | 31      | 19           | 5            | 5            | 9            | 24           | 34           | 38     | 11     | 9      | 18     | 50     | 65     | -15 |

### Andamento in campionato
| Giornata  | 1  | 2 | 3 | 4 | 5 | 6 | 7 | 8 | 9 | 10 | 11 | 12 | 13 | 14 | 15 | 16 | 17 | 18 | 19 | 20 | 21 | 22 | 23 | 24 | 25 | 26 | 27 | 28 | 29 | 30 | 31 | 32 | 33 | 34 | 35 | 36 |
| --------- | -- | - | - | - | - | - | - | - | - | -- | -- | -- | -- | -- | -- | -- | -- | -- | -- | -- | -- | -- | -- | -- | -- | -- | -- | -- | -- | -- | -- | -- | -- | -- | -- | -- |
| Luogo     | T  | C | C | T | C | T | C | T | T | C  | T  | C  | T  | C  | C  | T  | C  | T  | C  | T  | C  | T  | C  | T  | C  | T  | C  | T  | C  | T  | T  | C  | C  | T  | C  | T  |
| Risultato | P  | V | V | P | N | N | N | P | V | V  | P  | N  | P  | V  | P  | V  | V  | N  | P  | N  | P  | P  | N  | P  | P  | P  | P  | N  | P  | V  | V  | P  | P  | N  | V  | P  |
| Posizione | 10 | 7 | 5 | 5 | 6 | 6 | 6 | 6 | 6 | 6  | 6  | 6  | 7  | 5  | 5  | 5  | 5  | 5  | 6  | 6  | 6  | 6  | 6  | 7  | 8  | 8  | 9  | 9  | 9  | 8  | 8  | 9  | 9  | 8  | 7  | 7  |

Legenda:

Luogo: C = Casa; T = Trasferta. Risultato: V = Vittoria; N = Pareggio; P = Sconfitta.

### Statistiche dei giocatori
| Giocatore      | Challenge League | Challenge League | Challenge League | Challenge League | Coppa Svizzera | Coppa Svizzera | Coppa Svizzera | Coppa Svizzera | Totale   | Totale | Totale      | Totale     |
| Giocatore      | Presenze         | Reti             | Ammonizioni      | Espulsioni       | Presenze       | Reti           | Ammonizioni    | Espulsioni     | Presenze | Reti   | Ammonizioni | Espulsioni |
| -------------- | ---------------- | ---------------- | ---------------- | ---------------- | -------------- | -------------- | -------------- | -------------- | -------- | ------ | ----------- | ---------- |
| N. Apicella    | 0                | 0                | 0                | 0                | 0              | 0              | 0              | 0              | 0        | 0      | 0           | 0          |
| A. Atzenweiler | 0                | 0                | 0                | 0                | 0              | 0              | 0              | 0              | 0        | 0      | 0           | 0          |
| K. Barry       | 35               | 4                | 4                | 0                | 2              | 3              | 0              | 0              | 37       | 7      | 4           | 0          |
| I. Bunjaku     | 16               | 2                | 4                | 0                | 0              | 0              | 0              | 0              | 16       | 2      | 4           | 0          |
| A. Caetano     | 29               | 2                | 10               | 0                | 2              | 0              | 0              | 0              | 31       | 2      | 10          | 0          |
| S. Carri       | 16               | 1                | 4                | 0                | 0              | 0              | 0              | 0              | 16       | 1      | 4           | 0          |
| M. Castroman   | 25               | 11               | 6                | 0                | 2              | 0              | 1              | 0              | 27       | 11     | 7           | 0          |
| D. Del Toro    | 32               | 3                | 9                | 0                | 1              | 1              | 0              | 0              | 33       | 4      | 9           | 0          |
| A. Demhasaj    | 26               | 1                | 5                | 1                | 2              | 0              | 0              | 0              | 28       | 1      | 5           | 1          |
| E. Dindamba    | 14               | 0                | 2                | 0                | 1              | 0              | 0              | 0              | 15       | 0      | 2           | 0          |
| Q. Ferizi      | 0                | 0                | 0                | 0                | 1              | 0              | 0              | 0              | 1        | 0      | 0           | 0          |
| F. Grasseler   | 26               | 0                | 1                | 0                | 1              | 0              | 1              | 0              | 27       | 0      | 2           | 0          |
| F. Gül         | 20               | 0                | 2                | 0                | 2              | 0              | 0              | 0              | 22       | 0      | 2           | 0          |
| C. Heim        | 1                | 0                | 0                | 0                | 0              | 0              | 0              | 0              | 1        | 0      | 0           | 0          |
| Y. Helbling    | 22               | 1                | 7                | 1                | 0              | 0              | 0              | 0              | 22       | 1      | 7           | 1          |
| G. Jozinović   | 8                | 0                | 0                | 0                | 0              | 0              | 0              | 0              | 8        | 0      | 0           | 0          |
| A. Lagona      | 0                | 0                | 0                | 0                | 0              | 0              | 0              | 0              | 0        | 0      | 0           | 0          |
| J. Mendy       | 26               | 0                | 2                | 1                | 1              | 0              | 1              | 0              | 27       | 0      | 3           | 1          |
| N. Mevlja      | 31               | 1                | 8                | 0                | 2              | 1              | 1              | 0              | 33       | 2      | 9           | 0          |
| G. Morandi     | 5                | 0                | 0                | 0                | 0              | 0              | 0              | 0              | 5        | 0      | 0           | 0          |
| A. Nikçi       | 9                | 0                | 0                | 0                | 1              | 1              | 0              | 0              | 10       | 1      | 0           | 0          |
| P. Paulinho    | 26               | 0                | 6                | 1                | 1              | 0              | 1              | 0              | 27       | 0      | 7           | 1          |
| D. Petrovic    | 0                | 0                | 0                | 0                | 0              | 0              | 0              | 0              | 0        | 0      | 0           | 0          |
| V. Pugliese    | 30               | 4                | 4                | 0                | 2              | 0              | 1              | 0              | 32       | 4      | 5           | 0          |
| A. Qollaku     | 30               | 1                | 7                | 1                | 2              | 0              | 0              | 0              | 32       | 1      | 7           | 1          |
| J. Rether      | 1                | 0                | 0                | 0                | 0              | 0              | 0              | 0              | 1        | 0      | 0           | 0          |
| A. Sadik       | 0                | 0                | 0                | 0                | 0              | 0              | 0              | 0              | 0        | 0      | 0           | 0          |
| D. Schmid      | 0                | 0                | 0                | 0                | 1              | 0              | 0              | 0              | 1        | 0      | 0           | 0          |
| S. Schneider   | 0                | 0                | 0                | 0                | 0              | 0              | 0              | 0              | 0        | 0      | 0           | 0          |
| H. Sessolo     | 15               | 3                | 3                | 1                | 0              | 0              | 0              | 0              | 15       | 3      | 3           | 1          |
| M. Tounkara    | 9                | 0                | 2                | 0                | 1              | 1              | 0              | 0              | 10       | 1      | 2           | 0          |
| L. Tranquilli  | 34               | 4                | 4                | 0                | 2              | 0              | 1              | 0              | 36       | 4      | 5           | 0          |
| F. Vannuca     | 0                | 0                | 0                | 0                | 0              | 0              | 0              | 0              | 0        | 0      | 0           | 0          |
| R. Zbinden     | 10               | 0                | 0                | 0                | 1              | 0              | 0              | 0              | 11       | 0      | 0           | 0          |
| A. Zlatkov     | 0                | 0                | 0                | 0                | 1              | 0              | 0              | 0              | 1        | 0      | 0           | 0          |
| T. Çiçek       | 17               | 4                | 1                | 0                | 0              | 0              | 0              | 0              | 17       | 4      | 1           | 0          |